# Prieuré Notre-Dame des Moulineaux
Le prieuré de Notre-Dame des Moulineaux, est une ancienne celle grandmontaine, désacralisée et transformée en château seigneurial au XVIIIe siècle puis en fabrique d'étain au XIXe siècle avant d'être abandonnée. Elle est située dans la commune de Poigny-la-Forêt, dans les Yvelines, au lieu-dit des Rochers d'Angennes.

## Situation
Le site des Moulineaux se trouve dans la forêt domaniale de Rambouillet au sein du parc naturel régional de la Haute Vallée de Chevreuse en bordure de la Guesle. Le prieuré est implémenté en fond de vallée entre les buttes Vendôme à l’ouest et les rochers d’Angennes à l’est ce qui donne lieu à une dynamique locale hydrique et humide forte. Le paysage autour du site est dominé par la présence de divers étangs (étang Carré, étang de Guiperreux ou encore étang d'Angennes), la plupart aménagés par les humains à travers les siècles, comme l'atteste un texte de juin 1229 relatant une rupture de digue de l'étang de Guiperreux qui inonde alors la celle des Moulineaux. La géologie locale indique la présence d'alluvions récentes à l'emplacement du prieuré bien qu'on sache que les sables dits de  Fontainebleau forment le substrat géologique sous-jacent.

La richesse écologique de la forêt de Rambouillet et de la vallée de la Guesle font de la celle des Moulineaux et des terrains alentour une  zone Natura 2000.

## Vestiges
La chapelle est le seul vestige d'une église prieurale et du monastère construits entre 1155 et 1176 par les moines de l'ordre de Grandmont. Seul le chœur subsiste sous la forme d'une abside éclairée de trois hautes baies et ornée. À l'extérieur, quatre hautes colonnettes sont couronnées de chapiteaux décorés de feuilles plates. À l'intérieur, le lavabo et l'armoire liturgique sont toujours visibles.
La chapelle est inscrite au titre des Monuments historiques par arrêté du 18 juillet 2014.
Le pont permettant l'accès à l'enclos, les murs d'enceinte, comprenant les quatre tours d'angle et les corps de bâtiments intégrés aux murailles et ses douves, le pavillon abritant l'étuve, les vestiges des élévations de l'ancienne demeure seigneuriale et l'ancienne nef de l'église prieurale, le puits ainsi que le sol de la parcelle à l'intérieur de l'enceinte sont inscrits par arrêté du 8 février 2024.